# Paläoseismologie
Paläoseismologie bezeichnet ein Teilgebiet der Tektonik und Geodynamik, das die Aktivität geologisch junger Verwerfungen im Holozän und Pleistozän untersucht: Erdbeben verursachen in Abhängigkeit von der von ihnen freigesetzten Energie an Verwerfungen verschieden große Versätze, die geologisch überliefert sein können und deren geologische Belege (z. B. verfüllte Spalten, Ereignislagen in sedimentären Abfolgen) gegebenenfalls mittels geochronologischer Methoden datiert werden können.
Auf diese Weise lässt sich in Ergänzung zu historischen Aufzeichnungen und zur gegenwärtigen seismologischen Überwachung die langfristige Versatzrate und die Erdbebencharakteristik einer Verwerfung über einen hinreichend langen Zeitraum dokumentieren, um Vorhersagen zum mutmaßlichen Wiederkehrsintervall großer Beben und/oder zur erwartenden Stärke großer Beben zu treffen. Paläoseismologische Analysen sind Teil der Gefährdungsabschätzung, die z. B. von Versicherungen in Bezug auf seismische Risiken getroffen werden.